# Ancistrosyllis breviceps
Ancistrosyllis breviceps är en ringmaskart som beskrevs av Hartman 1963. Ancistrosyllis breviceps ingår i släktet Ancistrosyllis och familjen Pilargidae. Inga underarter finns listade i Catalogue of Life.